# Bertiandos
Bertiandos es una freguesia portuguesa del concelho de Ponte de Lima, con 2,26 km² de superficie y 392 habitantes (2001). Su densidad de población es de 173,5 hab/km².